# Geelbuikdwergspecht
De geelbuikdwergspecht (Picumnus castelnau) is een vogel uit de familie Picidae (spechten). Deze vogel is genoemd naar de Franse natuuronderzoeker Francis de Laporte de Castelnau.

## Verspreiding en leefgebied
Deze soort komt voor in het westelijk Amazonebekken in zuidoostelijk Colombia en noordoostelijk Peru.

## Status
De grootte van de populatie is niet gekwantificeerd maar de soort wordt omschreven als tamelijk algemeen. Op de Rode lijst van de IUCN heeft deze soort de status niet bedreigd.